# Johann Steller
Johann Steller (* 16. Juli 1768 in Kirchdrauf, Komitat Zips; † 27. August 1857 in Thening) war ein österreichischer evangelisch-lutherischer Theologe. Er war von 1832 bis 1854 Superintendent der Evangelischen Superintendentur A. B. Oberösterreich. 

## Leben

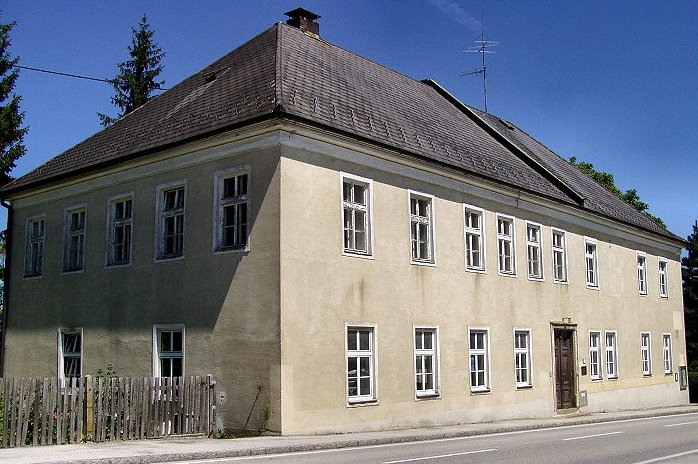
Toleranzbethaus in Thening, Wirkungsstätte Stellers ab 1813

Johann Steller war der Sohn eines Kupferschmieds. Er wurde zunächst katholisch erzogen, besuchte dann jedoch evangelische Schulen in Kirchdrauf, Leutschau und Eperies. Anschließend studierte er Evangelische Theologie an der Evangelischen Akademie in Preßburg und bis 1793 an der Eberhard Karls Universität Tübingen. Er kehrte in seine Heimat, die Zips, zurück, wo er als Lehrer arbeitete. 1805 stieg Steller zum Rektor der Trivialschule in Georgenberg auf und wurde noch im selben Jahr Prediger der evangelischen Gemeinde in Hartfeld in Galizien. Er wurde in Lemberg zum geistlichen Amt ordiniert.
Ab 1813 wirkte Johann Steller als Pfarrer im Toleranzbethaus im oberösterreichischen Thening. 1820 wurde er zum Senior der oberösterreichischen Gemeinden ernannt. Als der erste oberösterreichische Superintendent Johann Christian Thielisch 1827 starb, übernahm Steller die provisorische Leitung der Superintendentur A. B. Oberösterreich. 1832 wurde er als dessen Nachfolger bestellt. Johann Steller, dessen Sehfähigkeit zunehmend nachließ, bis er erblindete, ging 1854 in den Ruhestand. Sein Nachfolger als Superintendent wurde Johann Theodor Wehrenfennig.

## Wirken
Als Superintendent in der Zeit vor dem Protestantenpatent von 1861 stand Johann Steller staatlichen Schikanen gegen Evangelische gegenüber. Steller galt ferner als Gegner einer überhasteten Union zwischen der Evangelischen Kirche A. B. und der Evangelischen Kirche H. B.

## Auszeichnungen und Ehrungen
- Titular-Konsistorialrat (1847)
- Ehrendoktorat der Eberhard Karls Universität Tübingen (1857)